# 인도네시아의 가수 목록

## 가
- 기타 구타와

## 나
- 나디아 베가

## 다
- 데나다
- 데시 라트나사리
- 데시 피트리
- 데아 미렐라
- 데아시 아리산디
- 데아시 나탈리나
- 데위 기타
- 데위 레스타리
- 데위 산드라
- 데위 푸스파
- 데위 율
- 데위크
- 데티 쿠르니아
- 델리아 파라 미타
- 도르체 가말라마
- 디나 마리아나
- 디라 수간디
- 디아 이스칸다르
- 디아나 나스티온
- 디아나 파필라야
- 디안 마야 사리
- 디이안 피에세샤
- 디케 아르딜라

## 라
- 레이철 아만다

## 마
- 아이다 무스타파

## 바
- 바비 발렌타 아르테
- 베를리안 후타우로크
- 베타리아 소나타
- 벨라 사피라
- 보니 타
- 보르노크 후타우루크
- 붕가 시트라 레스타리

## 사
- 신디 베르나데테
- 신디 카롤리나 시바라니
- 신디 클라우디아 하라합
- 신디 파티카 사리
- 신티아 마라미스
- 신티아 라무수

## 아
- 아니 카레라
- 아니스 마르셀라
- 아니타 투리시아
- 아리 코스미란
- 아샨티
- 아스트리드 사르티아사리
- 아스티 모스와티
- 아우디 이템
- 아유 락스미
- 아유 소라야
- 아유 아자리
- 아유 한다야니
- 아이다 무스타파
- 아이메 사라
- 아틱 CB
- 안나 마토바니
- 안니 이본
- 안디 메리엠 마탈라타
- 안디티
- 안드레아 미란다
- 알다 리스마
- 알레나
- 앙군
- 에카 델리
- 에렌
- 에리 수잔
- 에노 하리오노
- 에르나 사리
- 에르니 조한
- 에르미 쿨리트
- 에르빈나
- 에바 솔리나
- 에비 타말라
- 에우이스 달리아
- 에트리 자얀티
- 엔노 레리안
- 엘리 수니야
- 엘리 카심
- 엘리야 카담
- 에미 라비브
- 에밀리아 콘테사
- 엔당 타우리
- 엘비 수카에시

## 자
- 자투 파르마와티
- 조니 디오
- 주주 카야티
- 줏 이르나
- 줏 나이마

## 차
- 치차 쿠스워요
- 치치 수미아티
- 치치 파라미타
- 치트라 스콜라스티카
- 친타미 아트마느가라
- 친탸 사리
- 친타 람란

## 카
- 카르티카 야햐
- 카멜리아 말리크
- 칼리 스타 아마데아
- 크리스틴 판자이탄
- 코니 콘스탄티아

## 타
- 테티 마누룽

## 파
- 페니 디오르
- 페니 바우티
- 페비 페비올라
- 파틴 쉬디아

## 하
- 하이디 디아나